# Holothyrida
Los Holothyridos son un pequeño grupo de ácaros en el superorden de los parasitiformes con una clara distribución en los continentes provenientes de Gondwana. Con cuerpo que miden en promedio más de 2 mm son relativamente grande, con cuerpo altamente esclerotizado. Varios integrantes de este orden se alimentan a partir de los fluidos de artrópodos muertos, se cree que este tipo de alimentación era la forma común de alimentación hasta que se logró una adaptación para poder alimentarse de los fluidos de seres vivos como la sangre animal.
Aun cuando únicamente 25 especies han sido actualmente descritas, muchas otras han sido recolectadas. No existen registros fósiles conocidos actualmente para este orden. Sistemáticamente se consideran el grupo hermano de Ixodida.

## Systematica[4]

### Allothyridae
Allothyridae van der Hammen, 1972 — Australia
- Allothyrus van der Hammen, 1961

- Allothyrus australasiae (Womersley, 1935)
- Allothyrus constrictus (Domrow, 1955)

- Australothyrus van der Hammen, 1983

- Australothyrus ocellatus van der Hammen, 1983

### Holothyridae[5]
Holothyridae Thorell, 1882
- Sternothyrus Lehtinen, 1995

- Sternothyrus braueri (Thon, 1905) — Seychelles

- Lindothyrus Lehtinen, 1995

- Lindothyrus elongatus Lehtinen, 1995 — Lord Howe Island
- Lindothyrus rubellus Lehtinen, 1995 — Nueva Caledonia

- Indothyrus Lehtinen, 1995

- Indothyrus greeni Lehtinen, 1995 — Sri Lanka

- Haplothyrus Lehtinen, 1995

- Haplothyrus expolitissimus (Berlese, 1924) — Nueva Caledonia
- Haplothyrus hyatti Lehtinen, 1995 — unknown locality

- Holothyrus Gervais, 1842 — Mauricio

- Holothyrus coccinella Gervais, 1842
- Holothyrus legendrei Hammen, 1983

- Hammenius Lehtinen, 1981

- Hammenius armatus (Canestrini, 1897) — Tamara Island (Aitape): New Guinea
- Hammenius berlesei (Lehtinen, 1995) — Nueva Guinea
- Hammenius braueri (Thon, 1906)
- Hammenius fujuge Lehtinen, 1981 — Nueva Guinea (Central District, Oro Province)
- Hammenius grandjeani (Hammen, 1961) — Mount Bosavi: New Guinea
- Hammenius holthuisi van der Hammen, 1983
- Hammenius ingii Lehtinen, 1981 — New Guinea
- Hammenius insularis Lehtinen, 1995 — Louisiade Archipelago: New Guinea
- Hammenius longipes (Thorell, 1882) — Fly River, New Guinea (?)
- Hammenius mendi (Lehtinen, 1995) — Strickland River: New Guinea
- Hammenius montanus Hammen, 1983 — Irian Jaya
- Hammenius niger (Thon, 1906)

### Neothyridae
Neothyridae Lehtinen, 1981
- Diplothyrus Lehtinen, 1999

- Diplothyrus schubarti Lehtinen, 1999

- Neothyrus Lehtinen, 1981

- Neothyrus ana Lehtinen, 1981